# Josefin Lillhage
Josefin Lillhage (ur. 15 marca 1980 w Göteborgu) – szwedzka pływaczka stylu dowolnego, medalistka mistrzostw świata i Europy.

## Sukcesy
- Mistrzostwa Świata 
  -  - 200 m stylem dowolnym - Montreal 2005
- Mistrzostwa Europy
  -  - 4 × 100 m stylem dowolnym - Sevilla 1997
  -  - 4 × 200 m stylem dowolnym - Sevilla 1997
  -  - 4 × 100 m stylem dowolnym - Stambuł 1999
  -  - 4 × 200 m stylem dowolnym - Stambuł 1999
  -  - 4 × 100 m stylem dowolnym - Berlin 2002
  -  - 4 × 200 m stylem dowolnym - Berlin 2002
  -  - 200 m stylem dowolnym - Madryt 2004
  -  - 4 × 100 m stylem dowolnym - Madryt 2004
  -  - 4 × 100 m stylem dowolnym - Eindhoven 2008
  -  - 4 × 100 m stylem dowolnym - Budapeszt 2010